# Gouvernement de Maximilien Ier
Cet article présente la composition du gouvernement mexicain sous l'empereur Maximilien Ier, il est l'ensemble des ministres du gouvernement monarchiste constitutionnel du Mexique. Il est ici présenté dans l'ordre protocolaire. Actuellement les membres du gouvernement exécutif du Mexique ne prennent pas le titre de ministre mais celui de secrétaire.

## Liste de ministres
| - Ministre de la Maison Impériale du Mexique - (1864 - 1867) : Juan Nepomuceno Almonte - Ministre de l'État du Mexique - (1864 - 1865) : Joaquín Velázquez de León - (1865 - 1865) : José Fernando Ramírez - (1865 - 1866) : José María Lacunza - (1866 - 1867) : Joaquín Velázquez de León - (1867 - 1867) : José Fernando Ramírez - Ministre des Affaires Étrangères et de la Marine du Mexique - (1864 - 1864) : José Miguel Arroyo - (1864 - 1865) : José Fernando Ramírez - (1865 - 1866) : Martín del Castillo - (1866 - 1866) : Luis Arroyo - (1866 - 1867) : Juan N. de Pereda - (1867 - 1867) : Tomás Murphy - Ministre de la Justice du Mexique - (1864 - 1866) : Pedro Escudero Echánove - (1866 - 1866) : Eduardo Torres Torija - (1866 - 1866) : Teodosio Lares - (1866 - 1867) : Manuel García Aguirre - Ministre de l'Instruction Publique et de la Culture du Mexique - (1864 - 1865) : Pedro Escudero y Echánove - (1865 - 1866) : Manuel Siliceo - (1866 - 1867) : Manuel García Aguirre - Ministre du Gouvernement du Mexique - (1864 - 1864) : José María González de la Vega - (1864 - 1865) : José María Cortés Esparza - (1865 - 1866) : José María Esteva - (1866 - 1867) : José Salazar Ilarregui - (1867 - 1867) : Teófilo Marín - (1867 - 1867) : José María Iribarren | - Ministre de la Guerre du Mexique - (1864 - 1865) : Juan de Dios Peza - (1865 - 1866) : José María García - (1866 - 1867) : Auguste Adolphe Osmont - (1867 - 1867) : Nicolás de la Portilla - (1867 - 1867) : Ramón Tavera - Ministre de la Promotion du Mexique - (1864 - 1865) : Luis Robles Pezuela - (1865 - 1866) : Francisco Somera - (1866 - 1866) : Joaquín de Mier y Terán - (1867 - 1867) : José María Iribarren - Ministre des Finances du Mexique - (1864 - 1865) : Martín del Castillo y Cos - (1865 - 1865) : Felix Campillo - (1865 - 1866) : Francisco de Paula César - (1866 - 1866) : Martín del Castillo y Cos - (1866 - 1866) : José María Lacunza - (1866 - 1866) : Jean-François Friant - (1866 - 1866) : Joaquín Torres Larraínzar - (1866 - 1867) : José Mariano Campos - (1867 - 1867) : Santiago Vidaurri - (1867 - 1867) : Esteban Villaba - Président du Conseil des Ministres du Mexique - (1864 - 1865) : José María Lacunza - (1865 - 1866) : José Fernando Ramírez - (1866 - 1867) : Teodosio Lares |